# Peteravenia
Peteravenia là một chi thực vật có hoa trong họ Cúc (Asteraceae).

## Loài
Chi Peteravenia gồm các loài: